# Óscar Javier Morales
Óscar Javier Morales Albornoz (Montevideo, 29 marzo 1975) è un ex calciatore uruguaiano, di ruolo centrocampista.

## Carriera
Dopo essere cresciuto in Uruguay con il Cerro, squadra con cui ha militato sino al 1998, è stato acquistato dal Nacional. Con la squadra di Montevideo ha disputato, dal 1999 al 2005, 199 partite e segnato 7 gol. Nel 2005 si è trasferito nel campionato spagnolo in Segunda División (seconda divisione) vestendo i colori biancoviola del Real Valladolid. Con la squadra della comunità autonoma di Castiglia e León ha ottenuto il decimo posto in classifica e totalizzato 30 presenze. Al termine della stagione il Nacional lo ha ceduto in prestito, di nuovo in Segunda División, al neoretrocesso Málaga. Nel mese di luglio 2007 è ritornato a vestire la maglia del Nacional.

## Statistiche

### Cronologia presenze e punti in Nazionale
| Cronologia completa delle presenze e delle reti in nazionale ― Uruguay | Cronologia completa delle presenze e delle reti in nazionale ― Uruguay | Cronologia completa delle presenze e delle reti in nazionale ― Uruguay | Cronologia completa delle presenze e delle reti in nazionale ― Uruguay | Cronologia completa delle presenze e delle reti in nazionale ― Uruguay | Cronologia completa delle presenze e delle reti in nazionale ― Uruguay | Cronologia completa delle presenze e delle reti in nazionale ― Uruguay | Cronologia completa delle presenze e delle reti in nazionale ― Uruguay |
| Data                                                                   | Città                                                                  | In casa                                                                | Risultato                                                              | Ospiti                                                                 | Competizione                                                           | Reti                                                                   | Note                                                                   |
| ---------------------------------------------------------------------- | ---------------------------------------------------------------------- | ---------------------------------------------------------------------- | ---------------------------------------------------------------------- | ---------------------------------------------------------------------- | ---------------------------------------------------------------------- | ---------------------------------------------------------------------- | ---------------------------------------------------------------------- |
| 20-11-2002                                                             | Caracas                                                                | Venezuela                                                              | 1 – 0                                                                  | Uruguay                                                                | Amichevole                                                             | -                                                                      | 77’                                                                    |
| 17-8-2005                                                              | Gijón                                                                  | Spagna                                                                 | 2 – 0                                                                  | Uruguay                                                                | Amichevole                                                             | -                                                                      | 60’                                                                    |
| Totale                                                                 |                                                                        | Presenze                                                               | 2                                                                      |                                                                        | Reti                                                                   | 0                                                                      |                                                                        |

## Palmarès

### Club

#### Competizioni nazionali
- Campionato uruguaiano: 4

Nacional: 2000, 2001, 2002, 2005